# Aeschynomene paniculata
Aeschynomene paniculata är en ärtväxtart som beskrevs av Julius Rudolph Theodor Vogel. Aeschynomene paniculata ingår i släktet Aeschynomene och familjen ärtväxter. Inga underarter finns listade i Catalogue of Life.